# Oldřichův dub
Oldřichův dub patří k nejznámějším památným stromům Česka. Roste v severní části obce Peruc pod zámkem nad potůčkem a vydatným pramenem.

## Základní údaje
- výška: 28 m (1974)[2], 29 m (1988)[2][1], 31 m (1998)[2], 31 m (2002)[3]
- obvod: 690 cm (1900)[4], 743 cm (1974)[2], 745 cm (1988)[2][1], 760 cm (1998)[2], 760 cm (2002)[3]
- věk: 500 let (1872)[5], 1000 let (1910)[4], 1000 let (1988, AOPK), 1000 let (2003)[3], 800 let (2009, AOPK), přes 1000 let (podle pověsti)
- zdravotní stav: 2 (1988)[2], 4 (1998)[2]
- sanace: 1991, 1997, 2001, 2008

## Stav stromu a údržba
Kmen je dutý, ošetřený a u země se rozšiřuje v mohutné kořenové náběhy. Dutina byla v minulosti opakovaně vypálena vandaly (1993, 1995), ale strom požár přežil. Kmen se dělí ve výšce 5 metrů na tři kosterní větve. Dub pomalu dožívá. Věk 1000 let většinou bývá udáván na základě pověsti (níže). Někteří odborníci se ale domnívají, že by (podobně jako u Svatováclavského dubu) mohlo jít o mladší strom, na který se pověst po zániku původního dubu přesunula.
Stav stromu je monitorován a průběžně jsou realizována preventivní opatření, která předcházejí zhoršování stavu. Roku 1991 byl proveden konzervační zásah. K další odborné sanaci došlo roku 1997, řešeny byly především škody způsobené požárem ze 13. na 14. srpna 1995). V roce 2001 byla upravena bezpečnostní vazba a provedeno odlehčení větví, roku 2008 došlo na odstranění suchých větví, úpravu konkurenčních dřevin a kontrolu vazby. 27. května 2011 byl za přítomnosti sedmi odborníků a zástupců místních organizací zpracován odborný posudek a plán na ošetřování stromu po následujících 20 let. Zahrnuje odlehčovací úpravy, aby nedošlo k rozlomení stromu a úpravu okolní zeleně, která konkuruje památnému dubu.

## Historie a pověsti
Oldřichův dub je spojen s českými dějinami, objevuje se již v Dalimilově kronice. Podle pověsti potkal zde přemyslovský kníže Oldřich (vládl v letech 1012–1034) Boženu, kterou poté pojal za ženu, a z jejich nelegitimního svazku se narodil jeho jediný syn, pozdější kníže Břetislav I. Některé verze pověsti uvádějí, že Božena byla zadaná a po odchodu s Oldřichem se její opuštěný milenec – či snad manžel – na dubu oběsil.
Dub zahrnuli do svého díla například František Nepil nebo Miroslav Horníček, z výtvarníků pak František Ženíšek a Adolf Liebscher.

## Galerie

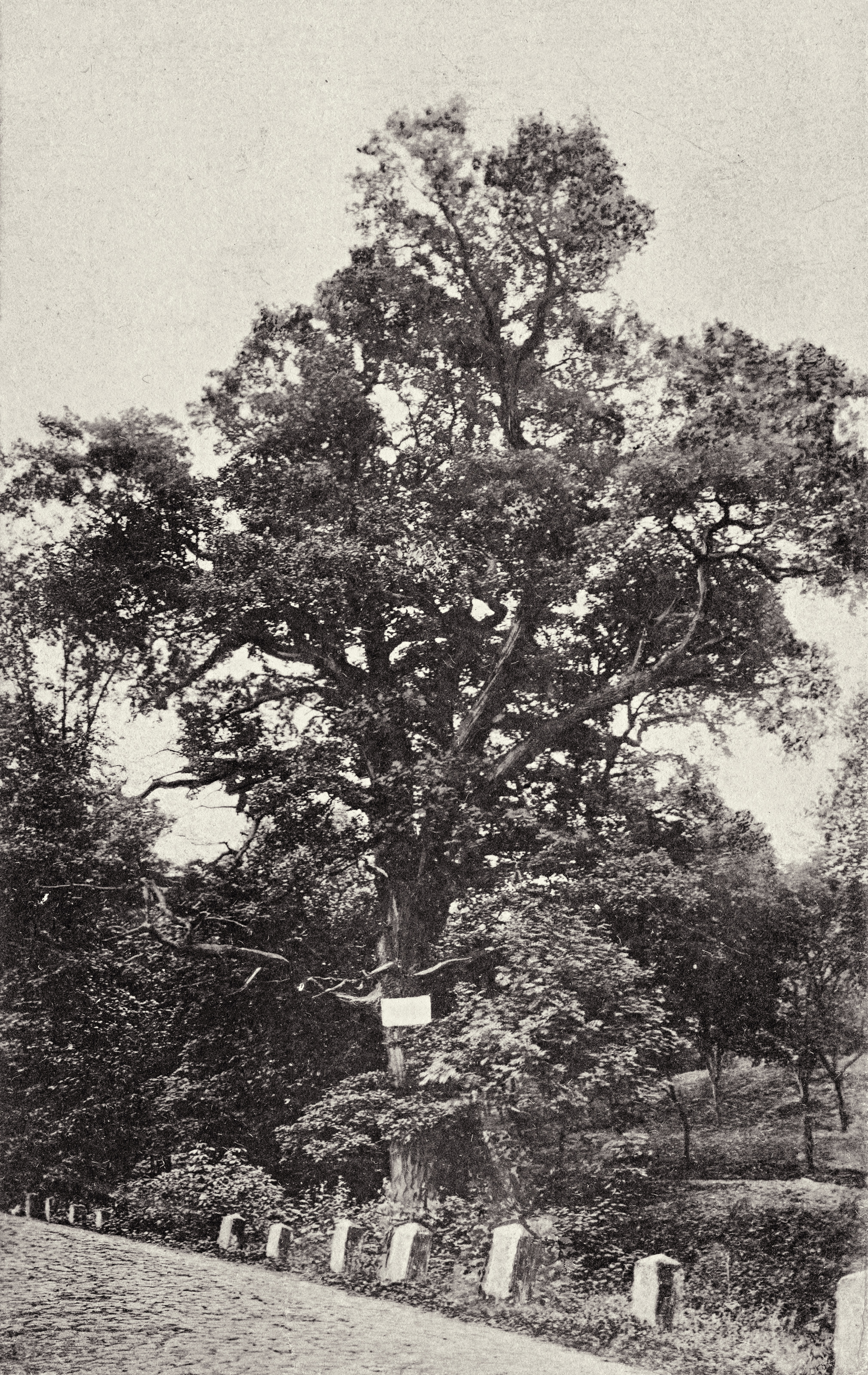
Oldřichův dub, 1921
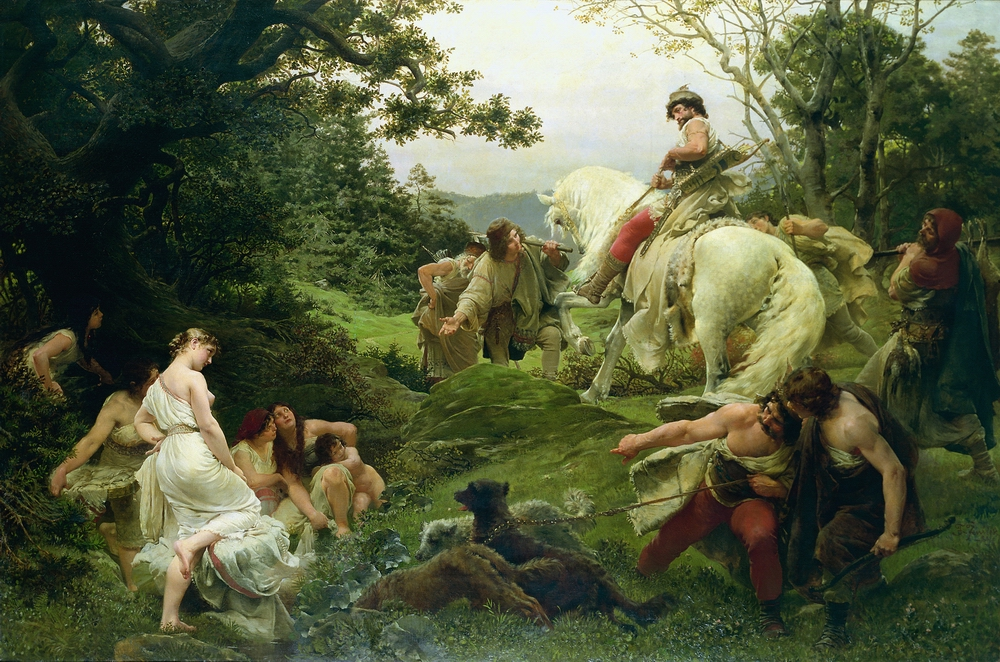
památný dub, Oldřich a Božena František Ženíšek
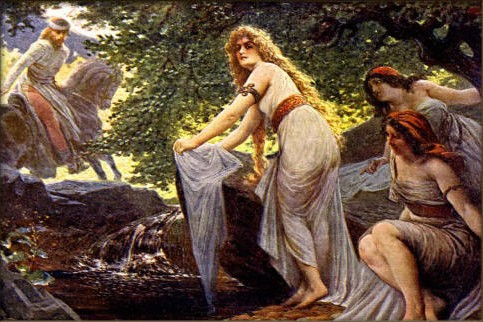
památný dub, Oldřich a Božena Adolf Liebscher
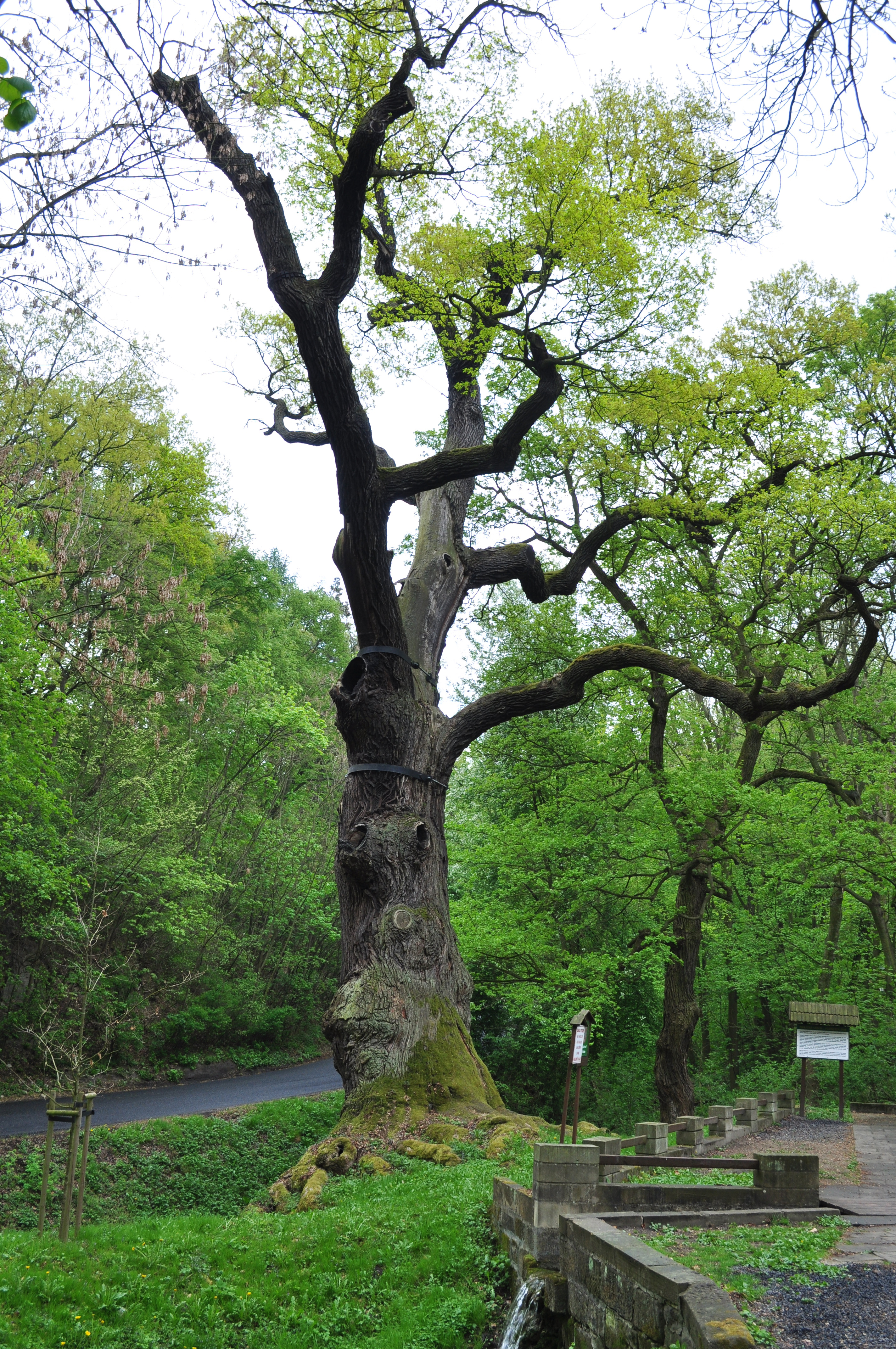
Oldřichův dub na jaře